# Sindaci di Corbara

Lo stemma.

L'elenco dei sindaci di Corbara è diviso in tre sezioni:
1. I Sindaci Universali della Città di Nocera;
2. I Sindaci Particolari dell'Università di Corbara;
3. I Sindaci del Comune di Corbara.

I Sindaci Universali, cui era affidato il compito di amministrare la Civitas Nuceriae,  erano tre cittadini, eletti ogni anno in rappresentanza dei due ripartimenti in cui era divisa la Confederazione dei casali del territorio nocerino: Nocera Soprana (2 Sindaci) e Nocera Sottana (1 Sindaco).
Tale privilegio toccava (di regola) all'Università di Pagani ogni anno, all'Università di Sant'Egidio ogni 5 anni e a quella di Corbara ogni 40 anni, ma non sempre la cadenza fu rispettata.
Per quanto riguarda i Sindaci Particolari dell'Università di Corbara (1543 - 1808), l'elenco è tuttora incompleto e, forse, non sarà mai possibile completarlo del tutto per mancanza di una fonte specifica. I "Libri dei Parlamenti" di Corbara, infatti, quei volumi, cioè, che avrebbero dovuto contenere i verbali delle assemblee popolari, che si svolsero per circa quattro secoli dinanzi alla chiesa di S.Bartolomeo, sono certamente andati perduti o distrutti, per cui le uniche fonti, indirette,  sono i protocolli notarili e, casualmente, altri atti, episodici, conservati negli archivi di altre amministrazioni (archivio diocesano, archivio giudiziario, ecc.).
L'elenco dei Sindaci del Comune dovrebbe cominciare dal 1806, perché fu in virtù della Legge n. 211 del 18 ottobre 1806 di Giuseppe Bonaparte che la comunità di Corbara si costituì in Comune autonomo, non più legato alla Civitas nocerina. Però, non essendo certa la data in cui ebbe effettivo inizio il nuovo assetto amministrativo, si è considerato, quale primo Sindaco del Comune, colui che cominciò ad apporre la propria firma sugli atti dei Registri di Stato Civile (1809).

## Sindaci Universali dellaCivitas Nuceriae
| N. | Titolo | Nome         | Cognome    | dal  | al   |
| -- | ------ | ------------ | ---------- | ---- | ---- |
| 1  |        | Gio.Angelo   | GIORDANO   | 1585 |      |
| 2  |        | Carlo Angelo | GIORDANO   | 1694 |      |
| 3  |        | Bartolomeo   | PISCITELLI | 1755 | 1756 |
| 4  |        | Aniello      | GIORDANO   | 1764 | 1767 |
| 5  |        | Aniello      | GIORDANO   | 1776 |      |
| 6  |        | Michelangelo | GIORDANO   | 1777 |      |

## Sindaci Particolari dell'Università

### Sindaci durante il periodo del Viceregno
| Titolo | Nome            | Cognome     | dal  | al   |
| ------ | --------------- | ----------- | ---- | ---- |
|        | Ruggiero        | GIORDANO    | 1570 | 1571 |
|        | Gio.Antonio     | GIORDANO    | 1576 | 1577 |
|        | Ferdinando      | GIORDANO    | 1577 | 1578 |
|        | Leonardo        | GIORDANO    | 1578 | 1579 |
|        | Vito Giacomo    | GIORDANO    | 1579 | 1580 |
|        | Gio.Antonio     | GIORDANO    | 1580 | 1581 |
|        | Nicola Federico | GIORDANO    | 1581 | 1582 |
|        | Gio.Angelo      | GIORDANO    | 1582 | 1583 |
|        | Gregorio        | GIORDANO    | 1583 | 1584 |
|        | Federico        | GIORDANO    | 1584 | 1585 |
|        | Gio.Andrea      | GIORDANO    | 1585 | 1586 |
|        | Gio.Angelo      | GIORDANO    | 1586 | 1587 |
|        | Gabriele        | GIORDANO    | 1587 | 1588 |
|        | Federico        | GIORDANO    | 1588 | 1589 |
|        | Gio.Giacomo     | GIORDANO    | 1589 | 1590 |
|        | Gio.Andrea      | GIORDANO    | 1591 | 1592 |
|        | Gio.Tommaso     | GIORDANO    | 1592 | 1593 |
|        | Gio.Angelo      | GIORDANO    | 1593 | 1594 |
|        | Federico        | GIORDANO    | 1594 | 1595 |
|        | Orazio          | GIORDANO    | 1598 | 1599 |
|        | Gio.Nicola      | GIORDANO    | 1600 | 1601 |
|        | Gio.Tommaso     | GIORDANO    | 1601 | 1602 |
|        | Gio.Bartolomeo  | TROIANO     | 1602 | 1603 |
|        | Gio.Nicola      | GIORDANO    | 1603 | 1604 |
|        | Luca            | GIORDANO    | 1604 | 1605 |
|        | Orazio          | GIORDANO    | 1605 | 1606 |
|        | Vincenzo        | GIORDANO    | 1606 | 1607 |
|        | Menico          | GIORDANO    | 1607 | 1608 |
|        | Gabriele        | GIORDANO    | 1608 | 1609 |
|        | Gio.Battista    | GIORDANO    | 1609 | 1610 |
|        | Vincenzo        | GIORDANO    | 1610 | 1611 |
|        | Orazio          | GIORDANO    | 1612 | 1613 |
|        | Gabriele        | GIORDANO    | 1613 | 1614 |
|        | Palmerio        | FERRAIOLI   | 1614 | 1615 |
|        | Menico          | GIORDANO    | 1615 | 1616 |
|        | Gio.Camillo     | GIORDANO    | 1616 | 1617 |
|        | Vincenzo        | GIORDANO    | 1617 | 1618 |
|        | Vito Giacomo    | GIORDANO    | 1620 | 1621 |
|        | Domenico        | GIORDANO    | 1621 | 1622 |
|        | Gio.Berardino   | TROIANO     | 1622 | 1623 |
| notaio | Vincenzo        | GIORDANO    | 1623 | 1624 |
|        | Gio.Camillo     | GIORDANO    | 1624 | 1625 |
|        | Domenico        | GIORDANO    | 1626 | 1627 |
|        | Geronimo        | GIORDANO    | 1627 | 1628 |
|        | Domenico        | GIORDANO    | 1630 | 1631 |
|        | Santolo         | GIORDANO    | 1631 | 1632 |
|        | Vincenzo        | GIORDANO    | 1632 | 1633 |
|        | Palmerio        | GIORDANO    | 1633 | 1634 |
|        | Carmine         | GIORDANO    | 1635 | 1636 |
|        | Sabato          | GIORDANO    | 1636 | 1637 |
|        | Carmine         | GIORDANO    | 1637 | 1638 |
|        | Santoro         | GIORDANO    | 1638 | 1639 |
|        | Pompilio        | GIORDANO    | 1640 | 1641 |
|        | Carmine         | GIORDANO    | 1643 | 1644 |
|        | Geronimo        | GIORDANO    | 1644 | 1645 |
|        | Pompilio        | GIORDANO    | 1645 | 1646 |
|        | Tommaso Antonio | GIORDANO    | 1646 | 1647 |
|        | Antonio         | GIORDANO    | 1650 | 1651 |
|        | Matteo          | GIORDANO    | 1652 | 1653 |
|        | Pietro Aniello  | GIORDANO    | 1653 | 1654 |
|        | Carlo           | GIORDANO    | 1673 | 1674 |
|        | Andrea          | PADOVANO    | 1697 | 1698 |
|        | Geronimo        | BUONINCONTI | 1693 | 1694 |
|        | Vincenzo        | SPAGNUOLO   | 1695 | 1696 |
|        | Gregorio        | GIORDANO    | 1700 | 1701 |
|        | Giuseppe        | PISCITELLI  | 1701 | 1702 |
|        | Matteo          | GIORDANO    | 1702 | 1703 |
|        | Giuseppe        | PISCITELLI  | 1705 | 1706 |
|        | Giovanni        | PISCITELLI  | 1709 | 1710 |
|        | Giovanni        | GIORDANO    | 1712 | 1713 |
|        | Francesco       | GIORDANO    | 1714 | 1715 |
|        | Giovanni        | GIORDANO    | 1715 | 1716 |
|        | Matteo          | GIORDANO    | 1717 | 1718 |
|        | Giovanni        | GIORDANO    | 1718 | 1719 |
|        | Domenico        | GIORDANO    | 1719 | 1720 |
|        | Domenico        | GIORDANO    | 1720 | 1721 |
|        | Ferdinando      | GIORDANO    | 1724 | 1725 |
|        | Francesco       | GIORDANO    | 1730 | 1731 |
|        | Aniello         | GIORDANO    | 1731 | 1732 |

### Sindaci durante il Regno delle Due Sicilie
Regno delle Due Sicilie
| Titolo | Nome      | Cognome  | dal  | al   |
| ------ | --------- | -------- | ---- | ---- |
|        | Luca      | GIORDANO | 1737 | 1738 |
|        | Matteo    | GIORDANO | 1739 | 1740 |
|        | Orazio    | PADOVANO | 1741 | 1742 |
|        | Francesco | GIORDANO | 1750 | 1751 |
|        | Pasquale  | GIORDANO | 1758 | 1759 |
|        | Francesco | GIORDANO | 1759 | 1760 |
|        | Francesco | GIORDANO | 1761 | 1762 |
|        | Giuseppe  | GIORDANO | 1771 | 1772 |
|        | Nicola    | PADOVANO | 1777 | 1778 |
|        | Mattia    | PADOVANO | 1778 | 1779 |
|        | Nicola    | GIORDANO | 1791 | 1792 |
|        | Fortunato | GIORDANO | 1799 | 1800 |

## Sindaci del Comune

### Sindaci durante il Regno delle Due Sicilie
Regno delle Due Sicilie
| N. | Titolo | Nome           | Cognome     | dal  | al   |
| -- | ------ | -------------- | ----------- | ---- | ---- |
| 1  |        | Filippo        | PADOVANO    | 1809 |      |
| 2  |        | Domenico       | GIORDANO    | 1809 |      |
| 3  |        | Andrea         | PECORARO    | 1809 | 1810 |
| 4  |        | Liberato       | GIORDANO    | 1810 |      |
| 5  |        | Filippo        | PADOVANO    | 1811 | 1816 |
| 6  |        | Nicola         | DE MARTINO  | 1817 | 1818 |
| 7  |        | Giovanni       | PADOVANO    | 1818 | 1822 |
| 8  |        | Vincenzo       | GIORDANO    | 1823 | 1826 |
| 9  |        | Luigi          | CAVALIERE   | 1826 | 1828 |
| 10 |        | Andrea         | PECORARO    | 1829 | 1831 |
| 11 |        | Gennaro        | PADOVANO    | 1832 | 1834 |
| 12 |        | Antonino       | GIORDANO    | 1835 | 1837 |
| 13 |        | Bartolomeo     | GIORDANO    | 1838 | 1840 |
| 14 |        | Domenico       | CAPRIGLIONE | 1841 | 1843 |
| 15 |        | Giambattista   | GIORDANO    | 1844 | 1846 |
| 16 |        | Ferdinando     | GIORDANO    | 1847 | 1850 |
| 17 |        | Andrea Antonio | GIORDANO    | 1850 | 1855 |
| 18 |        | Antonio        | IZZO        | 1856 | 1859 |
| 19 |        | Camillo        | PECORARO    | 1859 | 1860 |

### Sindaci durante il Regno d'Italia
Regno d'Italia
| N. | Titolo | Nome      | Cognome          | dal  | al   | note                    |
| -- | ------ | --------- | ---------------- | ---- | ---- | ----------------------- |
| 20 |        | Antonio   | PADOVANO         | 1860 | 1861 |                         |
| 21 |        | Antonio   | IZZO             | 1861 | 1862 |                         |
| 22 |        | Domenico  | PADOVANO         | 1862 | 1867 |                         |
| 23 |        | Domenico  | GIORDANO         | 1867 | 1870 |                         |
| 24 |        | Camillo   | PECORARO         | 1870 | 1876 |                         |
| 25 |        | Giuseppe  | GIORDANO         | 1876 | 1877 |                         |
| 26 |        | Giuseppe  | GIORDANO         | 1881 | 1883 |                         |
| 27 |        | Alfonso   | GIORDANO         | 1884 | 1886 |                         |
| 28 |        | Tommaso   | PADOVANO         | 1886 | 1888 |                         |
| 29 | avv.   | Antonio   | DE VITO          | 1889 | 1892 |                         |
| 30 |        | Domenico  | CAPRIGLIONE      | 1893 | 1894 |                         |
| 31 | avv.   | Antonio   | DE VITO          | 1895 | 1904 |                         |
| 32 |        | Antonino  | CALABRO'         | 1905 |      | Commissario Prefettizio |
| 33 |        | Gerardo   | GIORDANO         | 1906 | 1914 |                         |
| 34 |        | Francesco | ROBUFFO GIORDANO | 1914 | 1921 |                         |
| 35 | cav.   | Giovanni  | CAIFA            | 1921 |      | Commissario Prefettizio |
| 36 |        | Francesco | ROBUFFO GIORDANO | 1921 | 1922 |                         |
| 37 |        | Domenico  | CAPRIGLIONE      | 1922 | 1926 |                         |

### Podestà
| N. | Titolo | Nome           | Cognome | dal  | al   |
| -- | ------ | -------------- | ------- | ---- | ---- |
| 38 |        | Andrea Camillo | DE VITO | 1926 | 1944 |

### Sindaci durante la Repubblica
Repubblica italiana
| N. | Titolo | Nome              | Cognome          | dal  | al   | note                    |
| -- | ------ | ----------------- | ---------------- | ---- | ---- | ----------------------- |
| 39 | bar.   | Guglielmo         | VENTIMIGLIA      | 1944 | 1945 | Commissario Prefettizio |
| 40 | dott.  | Luigi             | NOVI             | 1945 | 1946 |                         |
| 41 | avv.   | Antonio           | DE VITO          | 1946 | 1952 |                         |
| 42 |        | Domenico          | ROBUFFO GIORDANO | 1952 | 1956 |                         |
| 43 | avv.   | Antonio           | CONTARDI         | 1956 |      | Commissario Prefettizio |
| 44 |        | Andrea Camillo    | DE VITO          | 1956 | 1964 |                         |
| 45 | dott.  | Domenico          | PAUCIULO         | 1965 | 1985 |                         |
| 46 | dott.  | Francesco         | LABOCCETTA       | 1985 | 1987 |                         |
| 47 | avv.   | Gaetano           | APUZZO           | 1989 |      |                         |
| 48 | dott.  | Francesco         | LABOCCETTA       | 1989 | 1990 |                         |
| 49 | dott.  | Renato Elio Italo | GIORDANO         | 1990 | 1999 |                         |
| 50 | dott.  | Salvatore         | PAUCIULO         | 1999 | 2010 |                         |
| 51 | Dr.ssa | Giuseppina        | SUPINO           | 2010 | 2011 | Commissario Prefettizio |
| 52 | dott.  | Pietro            | PENTANGELO       | 2011 |      |                         |